# Месторождение Ломоносова (Казахстан)
Месторождение Ломоносова — открыто в 20 км к северо-западу от г. Рудный Костанайской области (1949). Месторождение состоит из осадочно-вулканических пород сарыбайской, соколовской, андреевской свит. В результате процессов метаморфизма образовались гранатовые, пироксеновые и гранато-пироксеновые скарны. Месторождение Ломоносова сложено двумя телами: Северо-Западный и Центральный Северо-заподной части. Месторождение Ломоносова расположено между пироксено-гранатовыми скарнами на стыке вулканическо-осадочных слоев. Протяженность до 1200 м с падающим направлением до 1600 м, толщина 303 м. Рудные тела состоят из неоновых пластов. Месторождение средней части расположены между андезитовыми порфиритами и интрузивных пород. Протяженность 600—900 м. Основные минерал магнетит, дополнительные — пирит, гематит, сфалерит, халькопирит, галенит, редко встречаются сидерит, ильменит. Запасы железных руд 117 млн. т, среднее содержание 35,8 %. По объёму Месторождение Ломоносова относится к группе средних месторождений.